# Nationaal park Kodar
Het nationaal park Kodar (Russisch: национальный парк Кодар; natsionalny park Kodar) is een nationaal park in het district Kalar in het noorden van de Russische kraj Transbaikal. Het omvat een gebied van 4917 km² (491.709,9 hectare).
Hoewel de eerste plannen voor een park al uit 1966 stammen toen de ontwerpen voor de Spoorlijn Baikal-Amoer werden gemaakt, werd het park pas opgericht in 2018.
Het park is opgericht voor het behoud van de in het gebied groeiende bergtaiga, de daar levende zeldzame diersoorten, enkele cultuurhistorische plekken en de traditionele levenswijze van de Evenken in deze gebieden. Daarnaast moet het park met zijn op relatief korte afstand van elkaar gelegen zeer gevarieerde landschappen een impuls aan het toerisme geven in dit afgelegen gebied. In de toekomst willen de autoriteiten nog een aantal zakazniks en een geologisch park (rond de vulkanen) instellen.

## Geografie
Het park ligt rond de bergketen Kodar (het hoogste deel van het Stanovojplateau), de stroomgebieden van de rivieren Vitim en Tsjara en een vulkanisch gebied in het Kalargebergte.
Het park bestaat uit twee delen:
1. In het noordelijke deel (3382,72 km²) ligt de hoofdkam van de bergketen Kodar met de hoogste top (de Pik BAM van 3072 meter) en een aantal gletsjers, het diepe Nitsjatkameer, de Marmerkloof (waar uranium werd gewonnen door Goelagdwangarbeiders) en de bijzondere Tsjarazanden. Aan westzijde grenst het aan het natuurgebied Zapovednik Vitimski in de oblast Irkoetsk.
2. In het zuidelijke deel (1953,94 km²) liggen in het Kalargebergte een aantal vulkanen van het Oedokanplateau: de Akoe, Dolinny, Inaritsji, Syni en Tsjepe met omliggende mineraalwaterbronnen. Ook telt het een aantal meren en het stroomgebied van de rivier Koeanda met haar zijrivier Ejmnach en de zijrivier daarvan (Tsjoelbatsji).

In het park stromen een aantal rivieren door diepe kloven, zoals de Sjoelban, de Apsat en de Sredni Sakoekan.
Tot een hoogte van 1500 tot 1700 meter groeien vooral lariksbossen. Daarboven gaan deze over in berkenbossen en nog hoger in bergtoendra en goltsy.

## Flora en fauna
Het park telt ruim 350 plantensoorten, 45 soorten zoogdieren, ruim 150 soorten vogels, 350 soorten insecten, 23 soorten vissen en 2 soorten amfibieën. Hieronder bevinden zich het sneeuwschaap en de Kamtsjatkamarmot. Van de diersoorten worden 87 met uitsterven bedreigd. Overigens zijn lang niet alle planten en dieren van het gebied uitputtend onderzocht.